# Eucoccidophagus adrianae
Eucoccidophagus adrianae är en stekelart som beskrevs av Emilio Guerrieri 1994. Eucoccidophagus adrianae ingår i släktet Eucoccidophagus och familjen sköldlussteklar.
Artens utbredningsområde är Italien. Inga underarter finns listade i Catalogue of Life.